# Liste der Baudenkmale in Usedom (Stadt)
In der Liste der Baudenkmale in Usedom sind alle denkmalgeschützten Bauten der Stadt Usedom (Mecklenburg-Vorpommern) und ihrer Ortsteile aufgelistet. Grundlage ist die Veröffentlichung der Denkmalliste des Landkreises Ostvorpommern mit dem Stand vom 30. Dezember 1996. 

## Baudenkmale nach Ortsteilen

### Gellenthin
| ID | Lage                 | Bezeichnung          | Beschreibung | Bild |
| -- | -------------------- | -------------------- | ------------ | ---- |
|    | Dorfstraße 2 (Karte) | Fischerhaus          |              |      |
|    | Dorfstraße 4 (Karte) | Wohnhaus und Scheune |              |      |

### Gneventhin
| ID | Lage         | Bezeichnung                                                 | Beschreibung | Bild |
| -- | ------------ | ----------------------------------------------------------- | ------------ | ---- |
|    | Dorfstraße 4 | Wohnhaus, Nebengebäude, Hofpflasterung und Grundstücksmauer |              |      |
|    | Dorfstraße 7 | Wohnhaus und Stall                                          |              |      |
|    | Dorfstraße 8 | Scheune                                                     |              |      |
|    |              | Wohnhaus (an der B 110)                                     |              |      |

### Karnin
| ID | Lage    | Bezeichnung | Beschreibung | Bild |
| -- | ------- | --- | --- | --- |
|    | (Karte) | Bahnhofsanlage mit Bahnhofsgebäude, Nebengebäuden (Schuppen, Toiletten), ehem. Gleiskörper mit Bahndamm und Bahnsteigen bis zum Ufer und Bahnarbeiterhaus | 2-gesch. Putzbau mit Zwerchgiebel in Holzfachwerk und Krüppelwalm; moderner, 1-gesch. Anbau                           | Bahnhofsanlage mit Bahnhofsgebäude, Nebengebäuden (Schuppen, Toiletten), ehem. Gleiskörper mit Bahndamm und Bahnsteigen bis zum Ufer und Bahnarbeiterhaus |
|    | (Karte) | Eisenbahnhubbrücke | 52 Meter lange Hubbrücke Karnin von 1932/33 aus rostbeständigen Stahl, Teil einer ehem. 360 m langen Eisenbahnbrücke. | Eisenbahnhubbrücke |
|    | (Karte) | Lotsenturm | Turm mit 22 Meter Höhe von 1938; Innen 2009 modernisiert, heute Hotel mit zwei Zimmern                                | Lotsenturm |

### Mönchow
| ID | Lage             | Bezeichnung        | Beschreibung | Bild               |
| -- | ---------------- | ------------------ | --- | ------------------ |
|    | (Karte)          | Kirche             | Einschiffige Dorfkirche vom 15. und 17. Jahrhundert aus Back- und Feldstein mit heute geradem Chorabschluss, Chorgiebel aus Fachwerk; Westturm wohl vom 16. Jh., der urspr. höherer, oberer Holzturm 1817 durch Sturm umgeworfen, heutiger Fachwerkoberteil von 1827/2 mit spitzem Helm; Kanzel von 1605, Hängeleuchter von 1653 | Kirche             |
|    | Friedhof (Karte) | Mausoleum mit Zaun | Neobarockes Mausoleum der Familie Dannenfeldt, 1891 errichtet. | Mausoleum mit Zaun |

### Paske
| ID | Lage                 | Bezeichnung          | Beschreibung | Bild |
| -- | -------------------- | -------------------- | ------------ | ---- |
|    | Dorfstraße 7 (Karte) | Haustür              |              |      |
|    | Dorfstraße 9         | Wohnhaus und Scheune |              |      |
|    | Dorfstraße 10        | Scheune              |              |      |

### Usedom
| ID | Lage                                | Bezeichnung                                       | Beschreibung | Bild                    |
| -- | ----------------------------------- | ------------------------------------------------- | --- | ----------------------- |
|    | Anklamer Straße 1 (Karte)           | ehemalige Gasanstalt                              | |                         |
|    | Anklamer Straße 21 (Karte)          | Haustür                                           | |                         |
|    | Anklamer Straße (Karte)             | Stadttor                                          | 4-gesch. gotisches Anklamer Tor der ehem. Wehranlage mit zwei Giebeln um 1450 errichtet; später Walmdach; Fallgatternische auf der Feldseite; heute Usedomer Heimatstube | Stadttor                |
|    | Anklamer Straße (Karte)             | Transformatorenhaus                               | | Transformatorenhaus     |
|    | (Karte)                             | Bahnhof (Bäderstraße)                             | 2-gesch. Backsteinbau aus der Gründerzeit mit Satteldach und mittigem Zwerchgiebel; heute Museum | Bahnhof (Bäderstraße)   |
|    | (Karte)                             | Denkmal auf dem Schloßberg                        | |                         |
|    | (Karte)                             | Friedhof mit Friedhofskapelle und Friedhofsportal | |                         |
|    | Geschwister-Scholl-Straße 8 (Karte) | Wohnhaus                                          | |                         |
|    | Goethestraße 1 (Karte)              | Wohnhaus                                          | |                         |
|    | Goethestraße 3 (Karte)              | Wohnhaus                                          | |                         |
|    | (Karte)                             | Kirche                                            | Spätgotische, dreischiffige Hallenkirche aus Backstein mit sechs Jochen; eingezogener, polygoner Chor mit Kreuzrippengewölbe; Kirche nach Brandt von 1475 wiederhergestellt, Langhaus mit flacher Holzbalkendecke; Bauwerk weitgehend 1891/93 erneuert nach Plänen von Ludwig Böttger; Westturm: Eingebundener Unterbau vom 15. Jh., darüber neogotischer Turm von 1893 mit Stufengiebeln, Satteldach und Dachreiter mit Spitzhelm; Orgel von 1904 | Kirche                  |
|    | (Karte)                             | Kriegerdenkmal (in der Nähe des Friedhofs)        | |                         |
|    | Markt 1 (Karte)                     | Rathaus                                           | Schlichter Putzbau vom 18. Jh. mit schwachem 3-achsigem Mittelrisalit und Krüppelwalm | Rathaus                 |
|    | Markt 7 (Karte)                     | Wohnhaus                                          | 2-gesch. Putzbau, Amt Usedom-Süd | Wohnhaus                |
|    | Markt 14 (Karte)                    | Wohnhaus                                          | 2-gesch. Putzbau |                         |
|    | Markt 16 (Karte)                    | Wohn- und Geschäftshaus                           | 2-gesch. Putzbau |                         |
|    | Markt 20 (Karte)                    | Pfarrhaus                                         | | Pfarrhaus               |
|    | Markt 21 (Karte)                    | Wohnhaus                                          | | Wohnhaus                |
|    | Peenestraße 5 (Karte)               | Wohnhaus                                          | |                         |
|    | Peenestraße 21 (Karte)              | Wohnhaus                                          | |                         |
|    | Peenestraße 25 (Karte)              | Wohnhaus                                          | |                         |
|    | Peenestraße 34 (Karte)              | Wohnhaus                                          | |                         |
|    | Priesterstraße 13 (Karte)           | Wohnhaus                                          | |                         |
|    | Priesterstraße 32 (Karte)           | Scheune                                           | |                         |
|    | Swinemünder Straße 7 (Karte)        | Wohn- und Geschäftshaus                           | | Wohn- und Geschäftshaus |
|    | Swinemünder Straße 23 (Karte)       | Durchfahrtstor                                    | | Durchfahrtstor          |
|    | Swinemünder Straße 35 (Karte)       | Wohnhaus                                          | | Wohnhaus                |
|    | Swinemünder Straße 37 (Karte)       | Wohnhaus                                          | | Wohnhaus                |
|    | Swinemünder Straße 41 (Karte)       | Wohnhaus                                          | |                         |
|    | Wieckstraße 3 (Karte)               | Wohnhaus                                          | |                         |
|    | Wieckstraße 6 (Karte)               | Scheune                                           | |                         |

### Welzin
| ID | Lage                                     | Bezeichnung                                   | Beschreibung | Bild |
| -- | ---------------------------------------- | --------------------------------------------- | ------------ | ---- |
|    | Dorfstraße (gegenüber von Dorfstraße 16) | Schule                                        |              |      |
|    | Dorfstraße 9                             | Gutsanlage mit Gutshaus, Scheune und Stall    |              |      |
|    | Dorfstraße 16                            | Bauernhaus und Keller                         |              |      |
|    | Dorfstraße 18                            | Bauernhaus                                    |              |      |
|    | Dorfstraße 30                            | Bauernhof mit Wohnhaus, Scheune, Stallscheune |              |      |
|    | Dorfstraße 23                            | Bauernhof                                     |              |      |

### Wilhelmshof
| ID | Lage                  | Bezeichnung  | Beschreibung | Bild |
| -- | --------------------- | ------------ | ------------ | ---- |
|    | Dorfstraße 13 (Karte) | Stallscheune |              |      |

### Zecherin
| ID | Lage                            | Bezeichnung                                 | Beschreibung | Bild |
| -- | ------------------------------- | ------------------------------------------- | ------------ | ---- |
|    | Ausbauhof an der B 110          | Abfahrt Gneventhin                          |              |      |
|    | Dorfstraße 21                   | Wohnhaus                                    |              |      |
|    | Dorfstraße                      | Großbauernhof mit Wohnhaus und Stallanlagen |              |      |
|    | Karniner Straße (hinter Nr. 11) | Kate                                        |              |      |
|    | Karniner Straße 11              | Wohnhaus mit ehemaligem Bierkeller          |              |      |
|    | Karniner Straße                 | Großbauernhof mit Wohnhaus und Stallanlagen |              |      |

## Quelle
- Bericht über die Erstellung der Denkmallisten sowie über die Verwaltungspraxis bei der Benachrichtigung der Eigentümer und Gemeinden sowie über die Handhabung von Änderungswünschen (Stand: Juni 1997; PDF, 934 kB)